# Glenforsa Airfield
Glenforsa Airfield är en flygplats i Storbritannien.   Den ligger i kommunen Argyll and Bute och riksdelen Skottland, i den nordvästra delen av landet, 700 km nordväst om huvudstaden London. Glenforsa Airfield ligger 2 meter över havet. Den ligger på ön Inner Hebrides.
Terrängen runt Glenforsa Airfield är lite kuperad. Havet är nära Glenforsa Airfield åt nordväst. Runt Glenforsa Airfield är det mycket glesbefolkat, med 2 invånare per kvadratkilometer. Trakten runt Glenforsa Airfield består i huvudsak av gräsmarker.